# Flintholm Kirke
Flintholm Kirke ligger på Junggreensvej i Frederiksberg Kommune.

## Historie
Kirkens arkitekt var Paul Staffeldt Matthiesen. Tidsmæssigt hører kirken til i den moderne periode, men man ønskede ikke en moderne kirke, så stilmæssigt er den solidt placeret i Historicismen.
Før 1960 lå der på stedet en trækirke med navnet Flintholm kirke, som børn fra Sønderjyllandsskolen gik til julegudstjeneste i.[kilde mangler]

## Galleri

### Interiør
- Kirkerummet
- Kirkerummet set fra alteret
- Krucifix

### Alter
- Alter
- Glasmosaik af Jais Nielsen.

### Prædikestol
- Prædikestol

### Døbefont
- Døbefont

### Orgel
- Orgelfacade

## Gravminder
Tekst mangler, hjælp os med at skrive teksten

## Eksterne kilder og henvisninger
- Flintholm Kirke  hos KortTilKirken.dk